# Refugiados afganos
Los refugiados afganos son ciudadanos de Afganistán que abandonaron su país como resultado de las continuas guerras que ha sufrido el país a partir de la Guerra de Afganistán (1978-1992), la Guerra civil afgana, Guerra de Afganistán (2001-2014) y la Guerra de Afganistán (2015-presente) o persecución tanto política como religiosa. La invasión soviética de Afganistán a partir de diciembre de 1979, marca la primera ola de desplazamiento interno y flujo de refugiados desde Afganistán a los vecinos Irán y Pakistán que comenzaron a proporcionar refugio a los afganos. Cuando la invasión soviética terminó en 1989, estos refugiados comenzaron a regresar a su tierra natal. En abril de 1992, comenzó una gran guerra civil después de que los mujahideen asumieron el control de Kabul tras derrocar al gobierno comunista y la otra como Kandahar, Herat o Jalalabad entre otras. Como consecuencia, los afganos huyeron nuevamente a los países vecinos.
Un total de 6,3 millones de refugiados afganos fueron alojados en Pakistán e Irán en 1990. A partir de 2013, Afganistán se convirtió en el país con mayor número de refugiados del mundo, un triste título que se mantuvo durante 32 años. Los afganos son actualmente el segundo grupo de refugiados más grande después de refugiados sirios. La mayoría de los refugiados afganos (95%) se encuentran en Irán y Pakistán. Algunos países que formaban parte de la Fuerza Internacional de Asistencia para la Seguridad (ISAF) acogieron a un pequeño número de afganos que trabajaban con sus respectivas fuerzas. Las minorías étnicas, como Sij afganos y  Hindúes, a menudo huyeron a India.

## Desplazados internos
Hay más de un millón de desplazados internos en Afganistán. La mayoría de los desplazados internos en Afganistán son resultado directo e indirecto de conflictos y violencia, aunque también hay razones de desastres naturales. La invasión soviética provocó el desplazamiento interno de aproximadamente dos millones de afganos, principalmente de áreas rurales a zonas urbanas. La Guerra Civil Afgana (1992–96) causó una nueva ola de desplazamiento interno, con muchos afganos que se mudaron a las ciudades del norte para alejarse de las áreas gobernadas por los talibanes. Afganistán sigue sufriendo inseguridad y conflictos, lo que ha provocado un aumento del desplazamiento interno.

## Países anfitriones
Según la ACNUR, hay aproximadamente 2,6 millones de refugiados registrados en 70 países de todo el mundo, y la mayoría (95%) está alojada en dos países, las Repúblicas Islámicas de Irán y Pakistán. Aproximadamente tres de cada cuatro afganos han sufrido desplazamientos internos, externos o múltiples a lo largo de sus vidas.

### Pakistan
Pakistán ha albergado a más de un millón de refugiados durante 40 años. Se informó que 1,5 millones de refugiados afganos registrados oficialmente vivían en Pakistán, además de aproximadamente un millón más de refugiados no registrados. Recientemente, sin embargo, debido a las preocupaciones de seguridad, así como a las crecientes tensiones políticas entre Pakistán y Afganistán, ha habido una gran número de refugiados que regresan a Afganistán. Inicialmente, Pakistán permitió a los refugiados afganos el estatuto de refugiado legal hasta el 31 de diciembre de 2016, después de lo cual se les exigiría que se fueran o fueran deportados, sin embargo, en septiembre, la fecha límite de su regreso se extendió hasta el 31 de marzo de 2017.
El 16 de diciembre de 2014, hubo una Ataque en la escuela de Peshawar, atentado terrorista realizado por el grupo  Talibán paquistaní, Los líderes de los cuales se basan en Afganistán en áreas fuera del control de Kabul según altos funcionarios pakistaníes.  El ataque mató al menos a 145 personas, la mayoría de ellas escolares.  Después del ataque, el gobierno pakistaní adoptó el Plan de Acción Nacional (PAN) para combatir el terrorismo y uno de los 20 puntos de este plan de acción fue establecer una política integral para registrar a los refugiados afganos. Desde 2015, ha habido informes de refugiados afganos en Pakistán que se enfrentan a graves hostigamientos, hostilidad y presión para regresar a Afganistán. Ha habido un éxodo continuo de decenas de miles de refugiados hasta febrero de 2015. Según la  ONG Human Rights Watch, en 2016 hubo alrededor de 365.000 refugiados afganos documentados y 200.000 indocumentados repatriados de Pakistán. El éxodo masivo ha sido descrito como una repatriación voluntaria por parte del gobierno de Pakistán y del ACNUR, sin embargo, en un informe reciente, Human Rights Watch lo describió como una coerción ilegal de los refugiados afganos y la voluntariedad de retorno ha sido cuestionada.

### Irán
Según The World Factbook, en 2015 había aproximadamente 1 millón de refugiados registrados y entre 1,5 y 2,0 millones de refugiados indocumentados en Irán. La mayoría de estos refugiados nacieron en Irán durante las últimas tres décadas y media, sin embargo, todavía se los considera ciudadanos de Afganistán. En 2016, hubo una disminución de los retornos espontáneos de Irán en un 21% (316.430 en 2015 a 248.764 en 2016) y una disminución de deportaciones en un 14% (de 227.601 a 194.763) en comparación con las cifras de 2015. La respuesta inicial de Irán hacia los refugiados afganos, impulsada por la solidaridad religiosa, fue una política de puertas abiertas donde los afganos en Irán tenían libertad de movimiento para viajar o trabajar en cualquier ciudad, además de los subsidios para la cobertura de gas, alimentos y salud. A principios de la década de 2000, la Oficina de Asuntos de Extranjeros e Inmigrantes Extranjeros de Irán comenzó a registrar a todos los extranjeros, incluidos los refugiados, y emitió tarjetas de residencia temporales. En 2000, el gobierno iraní también inició un programa conjunto de repatriación con el ACNUR. Desde la década de 2000, se han aprobado leyes para alentar la repatriación de los refugiados afganos, como los límites de empleo, las áreas de residencia y el acceso a los servicios, incluida la educación.

## Retornos desde 2002

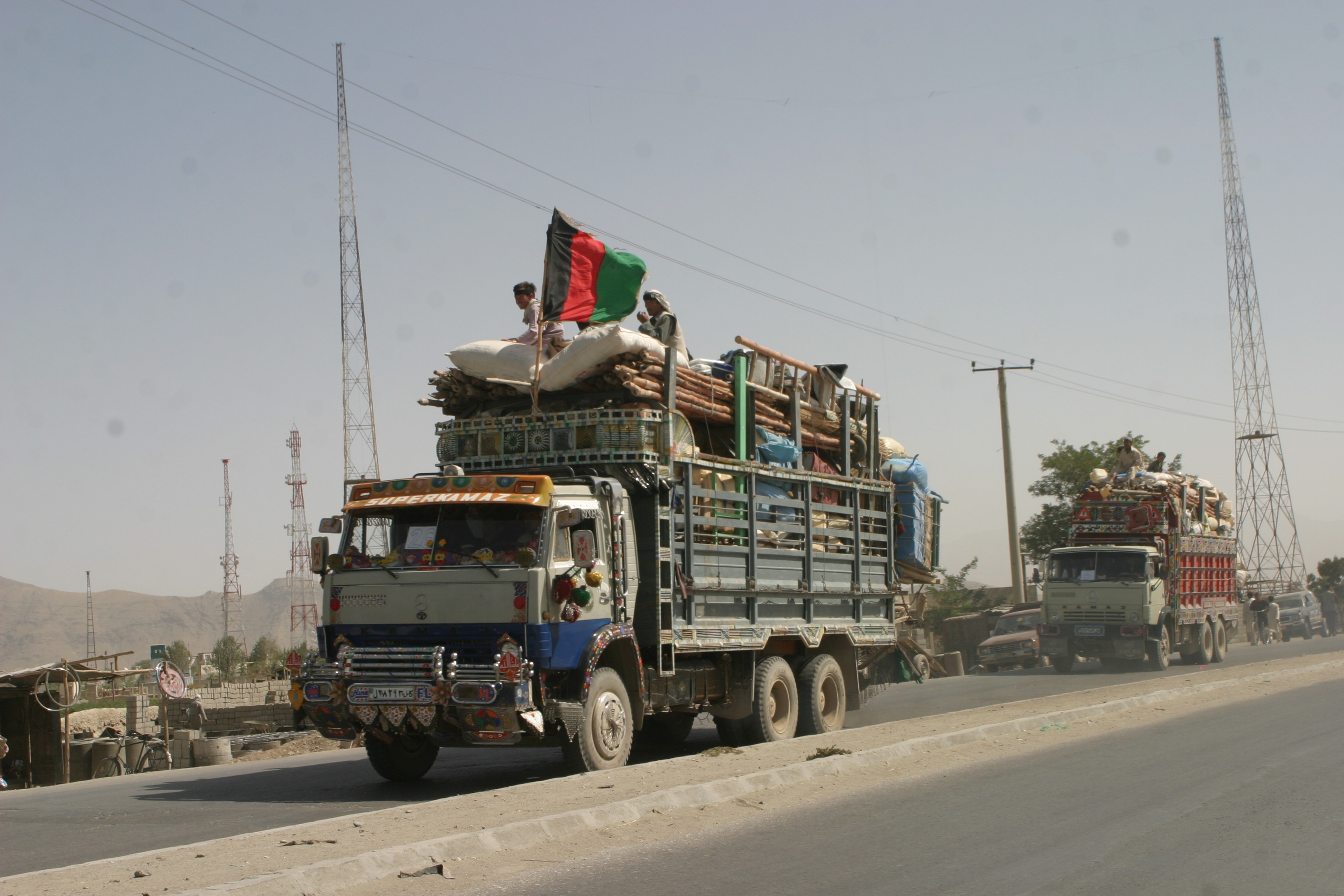
Ciudadanos afganos que regresan de Pakistán en 2004

Después de la eliminación del  régimen talibán a fines de 2001, más de cinco millones de afganos fueron  repatriados a través de ACNUR de Pakistán e Irán a Afganistán. Cientos de miles de afganos comenzaron a regresar a Afganistán en los últimos años. Según las Naciones Unidas, a finales de 2016, unos 600.000 afganos documentados e indocumentados fueron repatriados de Pakistán. Según la OIM, el regreso de los refugiados afganos indocumentados de Pakistán en 2016 fue más del doble que en 2015, aumentó en un 108 por ciento desde 2015 (alrededor de 248.054 frente a 119.279). Los restantes refugiados afganos en Pakistán suman alrededor de 1,3 millones. En el mismo año, el ACNUR informó que 951.142 afganos vivían en Irán. La mayoría de ellos nacieron y se criaron en Pakistán e Irán en las últimas tres décadas y media, pero todavía se los considera ciudadanos de Afganistán.

## Ayudas internacionales
El 17 de marzo de 2003, Afganistán, Pakistán y ACNUR firmaron un acuerdo tripartito, como un esfuerzo para facilitar la repatriación voluntaria de refugiados afganos desde Pakistán. Además, en 2012, la Conferencia internacional sobre la estrategia de soluciones para los refugiados afganos para apoyar la repatriación voluntaria, la reintegración sostenible y la asistencia a los países anfitriones (SSAR) inició la iniciativa cuatripartita con las Repúblicas Islámicas de Afganistán, Irán y Pakistán y el ACNUR para facilitar la repatriación voluntaria, reintegración sostenible y la prestación de ayuda a los países de acogida. En 2015, el segmento de alto nivel de la 66.ª reunión del Comité Ejecutivo del ACNUR se concentró en los refugiados afganos. Este fue un esfuerzo para atraer la atención internacional y promover soluciones sostenibles para la situación de los refugiados afganos.
Debido al conflicto en curso, la inseguridad, el desempleo y la pobreza en Afganistán, el gobierno afgano ha tenido dificultades para hacer frente a su población desplazada internamente además de la afluencia de retornados en un corto período de tiempo. Para satisfacer las necesidades de los refugiados que regresan, dentro de su Plan de Respuesta Humanitaria de 2017 para Afganistán, la ONU ha pedido a la comunidad internacional US$ 240 millones en asistencia humanitaria.

## Estadísticas
Como se muestra en la tabla a continuación, los refugiados huyeron de Afganistán en cuatro oleadas principales:
- Guerra de Afganistán (1978-1992)
- Guerra civil afgana,
- Régimen Talibán
- Guerra de Afganistán (2001-2014) y Guerra de Afganistán (2015-presente)

| País/Región            | Invasión Soviética (1979–89) | Guerra civil afgana (1992–96) | Régimen Talibán(1996–2001) | Guerra de Afganistán (2001-2014) – (2015-presente) | Guerra de Afganistán (2001-2014) – (2015-presente) |
| ---------------------- | ---------------------------- | ----------------------------- | -------------------------- | -------------------------------------------------- | -------------------------------------------------- |
| Pakistán               | 3.100.000                    |                               |                            | 1.300.000–2.500.000                                | [ 13 ] [ 14 ] [ A 1 ]                              |
| Irán                   | 3.100.000                    |                               |                            | 951.142–2.400.000                                  | [ 38 ] [ 44 ] [ 45 ] [ 46 ]                        |
| Emiratos Árabes Unidos |                              |                               |                            | 300.000                                            | [ 47 ] [ A 2 ]                                     |
| Alemania               |                              |                               |                            | 126.334                                            | [ 48 ] [ A 3 ]                                     |
| Reino Unido            |                              |                               |                            | 56.000                                             | [ 49 ] [ A 4 ]                                     |
| Países Bajos           |                              |                               |                            | 44.000                                             | [ 50 ]                                             |
| Suecia                 |                              |                               |                            | 43.991                                             | [ 51 ] [ A 5 ]                                     |
| Austria                |                              |                               |                            | 20.349                                             | [ 52 ]                                             |
| Dinamarca              |                              |                               |                            | 15.854                                             | [ 53 ] [ A 6 ]                                     |
| India                  |                              |                               |                            | 18.000                                             | [ 54 ] [ A 7 ]                                     |
| Tayikistán             |                              | 1.161                         | 15.336                     | 3.427                                              | [ 55 ] [ A 8 ]                                     |
| Catar                  |                              |                               |                            | 3.500                                              | [ 56 ]                                             |
| Siria                  |                              |                               |                            | 1.750                                              | [ 57 ] [ A 9 ]                                     |
| Turquía                |                              |                               |                            | 4,150                                              | [ 58 ] [ A 10 ]                                    |